# Dolphin FC (Dublin)
Dolphin FC was een Ierse voetbalclub uit de hoofdstad Dublin.

## Geschiedenis
De club werd in 1930 verkozen tot de hoogste klasse. In 1932 en 1933 verloor de club de bekerfinale, beide keren van de Shamrock Rovers. Eén van de spelers uit die tijd was Alex Stevenson, die op 8 mei 1932 een interland speelde voor de Ierse Vrijstaat tegen Nederland, het werd een 0-2 uitoverwinning voor Ierland. 
In 1935 werd de club landskampioen en won het ook de Dublin City Cup. Het volgende seizoen werd de 2e plaats behaald achter Bohemians. Na een tiende plaats in 1937 werd Dolphin uit de League gestemd en verdween daarna. 

## Erelijst
Landskampioen
1935
Dublin City Cup
1935
FAI Cup
Finalist: 1932, 1933
League of Ireland Shield
Finalist: 1935